# Cobaea minor
Cobaea minor là một loài thực vật có hoa trong họ Polemoniaceae. Loài này được M.Martens & Galeotti mô tả khoa học đầu tiên năm 1845.